# Andosilla
Andosilla és un municipi de Navarra, a la comarca de Ribera del Alto Ebro, dins la merindad d'Estella. Limita amb els municipis de San Adrián, Cárcar, Sartaguda, Lerín, Falces i Peralta.

## Demografia
| Evolució demogràfica                                 | Evolució demogràfica | Evolució demogràfica | Evolució demogràfica | Evolució demogràfica | Evolució demogràfica | Evolució demogràfica | Evolució demogràfica | Evolució demogràfica | Evolució demogràfica | Evolució demogràfica |
| 1996                                                 | 1998                 | 1999                 | 2000                 | 2001                 | 2002                 | 2003                 | 2004                 | 2005                 | 2006                 | 2007                 |
| ---------------------------------------------------- | -------------------- | -------------------- | -------------------- | -------------------- | -------------------- | -------------------- | -------------------- | -------------------- | -------------------- | -------------------- |
| 2 511                                                | 2 505                | 2 490                | 2 423                | 2 461                | 2 524                | 2 614                | 2 733                | 2 722                | 2 771                | 2 807                |
| Fonts: Andosilla i Institut d'Estadística de Navarra |                      |                      |                      |                      |                      |                      |                      |                      |                      |                      |

## Personatges cèlebres
- Carlos Gurpegi, futbolista de l'Athletic Club.
- Aitor Aldeondo, exfutbolista de la Reial Societat.